# Фердинанд Орлеанский, герцог де Монпансье
Фердинанд Орлеанский, герцог де Монпансье (9 сентября 1884, Э, Франция — 30 января 1924, Радан, Франция) — французский принц, младший сын (и ребёнок) принца Луи-Филиппа, графа Парижского и принцессы Марии Изабеллы Орлеанской.

## Жизнь
В 1913 году кандидатура герцога обсуждалась в связи с выборами князя Албании. 20 августа 1921 года во дворце Радана Фердинанд Орлеанский женился на маркизе Марии Изабель Гонсалес. У супругов не было детей.
Фердинанд Орлеанский умер в возрасте 39 лет от передозировки наркотиков.

## Титулы и обращения
- 9 сентября 1884 — 30 января 1924: Его Королевское Высочество Фердинанд Орлеанский, принц Орлеанский, герцог де Монпансье